# Lars Borgnäs
Lars Johan Olof Borgnäs, född 6 mars 1947 i Västerås, är en svensk journalist och författare och arbetade som grävande reporter på SVT:s Striptease, Norra Magasinet (då ofta med Tomas Bresky) samt Uppdrag granskning.

## Biografi
Borgnäs, som även är jur. kand. och civilekonom, gick ut Journalisthögskolan i Stockholm 1976 och arbetade 1977–1992 som reporter och producent på Sveriges Radios Kanalen. År 1993 övergick han till Sveriges Television.
Borgnäs skrev även manus till den svenska humorserien Panik i butiken (1984) med Lars Amble som huvudrollsinnehavare och regissör.
Borgnäs har bland annat engagerat sig i Palmemordet, ubåtskränkningar i Sverige (Horsfjärden), styckmordsrättegången och Estoniakatastrofen. I Palmemålet drev han tesen att poliser och några andra planerat och genomfört mordet. Några bevis för detta har aldrig gått att få. I styckmordsfallet har Borgnäs kritiserats av Leif GW Persson som anser, att Borgnäs pekat ut fel person som inblandad i mordet på Catrine da Costa. I detta fall drev Borgnäs sin tes att en av de åtalade läkarna var den som styckade da Costa. Inga bevis för detta finns i fallet och en dna-analys 2005 av ett tiotal hårstrån på en handduk, som återfunnits intill en av de säckar som innehöll kvarlevorna, påvisade inte något samband med någon av läkarna.

## Priser och utmärkelser
- 2006 Svenska Deckarakademins pris för bästa fackbok för En iskall vind drog genom Sverige